# Nivatogastrium baylisianum
Nivatogastrium baylisianum är en svampart som beskrevs av E. Horak 1971. Nivatogastrium baylisianum ingår i släktet Nivatogastrium och familjen Strophariaceae.   Inga underarter finns listade i Catalogue of Life.